# Референдум по членству в Европейском союзе в Республике Молдова
Референдум об изменении Конституции Республики Молдова состоялся 20 октября 2024 года одновременно с первым туром президентских выборов. На референдум был вынесен вопрос о том, следует ли вносить поправки в Конституцию Молдовы, присоединение Республики Молдова к учредительным договорам Европейского Союза, а также к актам, пересматривающим учредительные договоры Европейского Союза, определяется Парламентом органическим законом.
Явка избирателей превысила 33,33%, необходимые для признания референдума состоявшимся, и составила 50,69%. Большинство проголосовало за вступление  в ЕС. Появились обвинения во вмешательстве со стороны России, в том числе в подкупе избирателей, голосовавших «против».

## Контекст
Республика Молдова подала заявку на вступление в ЕС 3 марта 2022 года.
17 июня 2022 года Европейская комиссия официально рекомендовала Европейскому совету предоставить Республике Молдова европейскую перспективу и статус кандидата на вступление в Европейский союз, с рядом условий относительно начала переговоров о вступлении.
14 декабря 2023 года Европейский совет принял решение начать переговоры о вступлении Республики Молдова в Европейский Союз.
Президент Санду объявила о своём намерении добиваться переизбрания в 2023 году. Она также объявила о запуске онлайн-платформы, направленной на продвижение референдума и пропаганду преимуществ членства в ЕС для страны.
В марте 2024 года Санду выразила надежду, что референдум совпадет с президентскими выборами, запланированными на осень. Она сказала: «Важно провести референдум сейчас, потому что это историческое событие, которого ждали три десятилетия. Государства-члены Европейского союза открыты как никогда, у нас есть необходимая политическая воля для этого шага, и наши граждане хотят быть частью ЕС».
21 марта 2024 года парламент Молдовы одобрил резолюцию 54 голосами против 0 о продолжении усилий по вступлению в Европейский союз. В декларации утверждалось: «Только присоединение к Европе может обеспечить будущее страны как суверенного, нейтрального и полностью демократического государства». Во время голосования все оппозиционные партии в парламенте покинули зал.
18 апреля 2024 года парламент инициировал республиканский конституционный референдум по вопросу внесения поправок в Конституцию и 16 мая назначил его проведение на 20 октября 2024 года.

## Текст поправок
Предлагается дополнить преамбулу Конституции Республики Молдова словами:
ПОДТВЕРЖДАЯ европейскую идентичность народа Республики Молдова и необратимость европейского пути Республики Молдова;
ПРОВОЗГЛАШАЯ интеграцию в Европейский Союз стратегической целью Республики Молдова,
А также дополнить Конституцию разделом V1, статьёй 140.1:
Раздел V1
ИНТЕГРАЦИЯ В ЕВРОПЕЙСКИЙ СОЮЗ
Статья 140.1
Присоединение к учредительным договорам и актам, изменяющим учредительные договоры Европейского Союза
(1) Присоединение Республики Молдова к учредительным договорам Европейского Союза и актам, изменяющим учредительные договоры Европейского Союза, устанавливается Парламентом органическим
законом.
(2) Вследствие присоединения положения учредительных договоров Европейского Союза, а также другие обязательные правовые акты Европейского Союза имеют приоритег перед противоречащими им положениями внутреннего законодательства с учетом соблюдения положений акта о присоединении.
Бюллетени для голосования на референдуме были напечатаны на шести языках: румынском, болгарском, гагаузском, русском, украинском и цыганском.

## Кампания
Действующий президент Майя Санду призывала голосовать «за» на референдуме.
| Выбор               | Партия | Партия                                                               | Политическая ориентация                    | Лидер               | Источник |
| ------------------- | ------ | -------------------------------------------------------------------- | ------------------------------------------ | ------------------- | -------- |
| За                  |        | Действие и солидарность (ПДС)                                        | Либерализм                                 | Игорь Гросу         | [ 13 ]   |
| За                  |        | Национальное альтернативное движение (НАД)                           | Социал-демократия                          | Ион Чебан           | [ 13 ]   |
| За                  |        | Европейская социал-демократическая партия (ЕСДП)                     | Социал-демократия                          | Ион Сула            | [ 13 ]   |
| За                  |        | Блок «Вместе»                                                        | Либерализм                                 | Октавиан Цыку       | [ 13 ]   |
| За                  |        | Зелёная экологическая партия (ЗЭП)                                   | Зелёная политика                           | Анатолий Прохницкий | [ 13 ]   |
| За                  |        | Движение «Уважайте Молдову» (ДУМ)                                    | Социальный консерватизм                    | Евгений Никифорчук  | [ 13 ]   |
| За                  |        | Альянс либералов и демократов за Европу (АЛДЕ)                       | Социальный либерализм                      | Арина Спэтару       | [ 13 ]   |
| За                  |        | Коалиция за единство и благосостояние (КЕБ)                          | Либерализм                                 | Игорь Мунтяну       | [ 13 ]   |
| За                  |        | Демократия дома (ДД)                                                 | Популизм                                   | Василе Костюк       | [ 13 ]   |
| За                  |        | Альянс за Союз румын (АСР)                                           | Румынский национализм                      | Борис Волосатый     | [ 13 ]   |
| За                  |        | Мы                                                                   | Социал-демократия                          | Владимир Дачи       | [ 13 ]   |
| За                  |        | Партия национального воссоединения «Акасэ» (ПНВА)                    | Движение за объединение Румынии и Молдавии | Валентин Долганюк   | [ 13 ]   |
| За                  |        | Партия народной воли (ПНВ)                                           | Консерватизм                               | Николай Гырбу       | [ 13 ]   |
| За                  |        | Либерал-демократическая партия Молдовы (ЛДПМ) (исключён из кампании) | Консерватизм                               | Владимир Филат      | [ 15 ]   |
| За                  |        | Либеральная партия (ЛП) (исключён из кампании)                       | Консервативный либерализм                  | Дорин Киртоакэ      | [ 16 ]   |
| За                  |        | Национал-либеральная партия (НЛП) (исключён из кампании)             | Национал-либерализм                        | Михай Северован     | [ 17 ]   |
| Против              |        | Партия коммунистов Республики Молдова (ПКРМ)                         | Коммунизм                                  | Владимир Воронин    | [ 13 ]   |
| Против              |        | Возрождение (ПВ)                                                     | Левый популизм                             | Наталья Параска     | [ 13 ]   |
| Против              |        | Шанс (ПШ) (исключён из кампании)                                     | Евроскептицизм, левый популизм             | Алексей Лунгу       | [ 18 ]   |
| Бойкот              |        | Партия социалистов Республики Молдова (ПСРМ)                         | Демократический социализм                  | Игорь Додон         | [ 18 ]   |
| Бойкот              |        | Партия развития и консолидации Молдовы (ПРКМ)                        | Христианская демократия                    | Ион Кику            | [ 18 ]   |
| Нейтральная позиция |        | Наша партия (НП)                                                     | Популизм                                   | Ренато Усатый       | [ 18 ]   |

## Результаты
| За или против                          | Голоса    | %       |
| -------------------------------------- | --------- | ------- |
| За                                     | 749 719   | 50,35 % |
| Против                                 | 739 155   | 49,65 % |
| Все действительные голоса              | 1 488 874 | 100 %   |
| Недействительные/испорченные бюллетени | 42 518    | 2,78 %  |
| Количество проголосовавших/явка        | 1 531 392 | 50,69 % |
| Зарегистрированные избиратели          | 3 020 814 | 100 %   |
| Источник: ЦИК Молдавии                 |           |         |